# Hedvig Karakasová
Hedvig Karakas (* 21. února 1990 Szolnok) je maďarská zápasnice – judistka.

## Sportovní kariéra
Judu se začala věnovat v 9 letech na základní škole. Ve 14 letech se přesunula do Miskolce, kde spolupracuje s Gáborem Kovácsem. V juniorském věku byla velmi úspěšná a i přechod do seniorské kategorie jí vyšel na výbornou. Hned první účast na mistrovství světa a Evropy proměnila v medaili. V dalších letech však její medailové kouzlo mírně ochablo. Na olympijské hry v Londýně v roce 2012 se však i přes zranění stehenního svalu připravila svědomitě. Čtvrtfinále s Rumunkou Corinou Căprioriuovou prohrála těsně na praporky a v souboji o třetí místo podlehla na šido Francouzce Automne Paviaové. Obsadila 5. místo.

### Vítězství
- 2009 - 1x světový pohár (Praha)
- 2010 - 1x světový pohár (Tallinn, Birmingham)
- 2011 - 1x světový pohár (Almaty)
- 2014 - 2x světový pohár (Sofia, Astana)

## Výsledky
| Olympijské hry     |     |     |    | —   |    |    |     | 5. |     |     |    |  |  |  |  |  |  |  |  |  |  |  |  |  |  |  |  |  |
| Mistrovství světa  | —   |     | —  |     | 3. | 7. | úč. |    | úč. | úč. | 7. |  |  |  |  |  |  |  |  |  |  |  |  |  |  |  |  |  |
| Evropské hry       |     |     |    |     |    |    |     |    |     |     | 2. |  |  |  |  |  |  |  |  |  |  |  |  |  |  |  |  |  |
| Mistrovství Evropy | —   | —   | —  | —   | 3. | 3. | úč. | 7. | 5.  | 7.  |    |  |  |  |  |  |  |  |  |  |  |  |  |  |  |  |  |  |
| ME do 23 let       | úč. | —   | —  | —   | 7. | —  | —   | —  |     |     |    |  |  |  |  |  |  |  |  |  |  |  |  |  |  |  |  |  |
| MS juniorů         |     | úč. |    | úč. | 1. |    |     |    |     |     |    |  |  |  |  |  |  |  |  |  |  |  |  |  |  |  |  |  |
| ME juniorů         | —   | úč. | 2. | 2.  | 1. |    |     |    |     |     |    |  |  |  |  |  |  |  |  |  |  |  |  |  |  |  |  |  |
| ME kadetů          | 1.  | 1.  |    |     |    |    |     |    |     |     |    |  |  |  |  |  |  |  |  |  |  |  |  |  |  |  |  |  |